# Voo Garuda Indonesia 200
O Voo Garuda Indonesia 200 foi um voo doméstico regular por um Boeing 737-400 operado pela Garuda Indonesia entre Jacarta e Joguejacarta, na Indonésia. Em 7 de março de 2007, a aeronave saiu da pista durante o pouso no Aeroporto Internacional de Adisutjipto e caiu num campo de arroz, causando um incêndio que destruiu o avião. Vinte passageiros e um tripulante morreram. Tanto o capitão quanto o primeiro oficial sobreviveram e foram demitidos logo após o acidente. Foi a quinta perda do casco do Boeing 737 na Indonésia em menos de seis meses.

## Contexto

### Aeronave
A aeronave envolvida foi um Boeing 737-497 prefixo PK-GZC, que havia sido operado por outras companhias aéreas antes de ser adquirido pela Garuda Indonesia. A aeronave havia acumulado mais de 35.200 horas de voo e 37.300 ciclos desde seu primeiro voo em 5 de novembro de 1992.

### Tripulação
O capitão era Muhammad Marwoto Komar, de 44 anos, que trabalhava com Garuda Indonesia há mais de 21 anos. Ele tinha 13.421 horas de voo, incluindo 3.703 horas no Boeing 737. O primeiro oficial era Gagam Saman Rohmana, de 30 anos, que estava na companhia aérea há três anos e tinha 1.528 horas de voo, com 1.353 delas no Boeing 737.

### Garuda Indonesia
A companhia aérea nacional da Indonésia, fundada em 1949, havia recebido uma série de críticas nos meses que cercaram o acidente. De acordo com especialistas australianos em aviação, a Garuda Indonesia teve uma das piores reputações de segurança entre as companhias aéreas nacionais do mundo. Desde 1950, a Garuda Indonesia teve 13 acidentes graves. No ano de 2007, o acidente mais recente havia sido em 2002, quando o Voo Garuda Indonesia 421 aterrisou no Rio Solo devido a uma pane nos motores causada por ingestão excessiva de granizo e chuva, matando um comissário.
O acidente mais mortal foi em 1997, quando o Voo Garuda Indonesia 152 colidiu em uma montanha arborizada ao se aproximar de Medã, matando 234 pessoas. O diretor-gerente do Centro de Aviação da Ásia-Pacífico, Peter Harbison, afirmou que os principais acidentes na história da aviação da Indonésia foram todos causados pela combinação de baixos padrões de segurança de aeroportos e frotas, com más condições climáticas na área, incluindo fortes tempestades e outras formas de clima.

## Acidente
O Voo 200 saiu de Jacarta transportando 133 passageiros, 19 deles sendo estrangeiros (10 australianos, 2 americanos, 5 alemães e 2 sul-coreanos). Vários jornalistas australianos estavam no voo, cobrindo a visita do Ministro das Relações Exteriores australiano, Alexander Downer e o procurador-geral australiano Philip Ruddock para Java. Eles estavam no voo enquanto a aeronave que transportava dignitários australianos estava lotada.
Por volta das 7:00 horário local (UTC+7), o capitão tentou pousar no Aeroporto Internacional de Adisutjipto em Joguejacarta, apesar da aproximação perigosa com excesso de velocidade e descida íngreme, e os avisos resultantes de copiloto e do sistema de voo. A aeronave tocou o solo a 860 metros distante do início da pista, em uma velocidade de 409 km/h, 161 km/h mais rápido do que a velocidade normal de pouso. De acordo com os passageiros, a aeronave sacudiu violentamente antes de sair da pista. A aeronave ultrapassou o final da pista, passou pela cerca do perímetro e foi seriamente danificada ao cruzar uma estrada, parando em um arrozal próximo. Houve um incêndio alimentado por combustível, que não pôde ser alcançado pelos veículos de extinção de incêndio do aeroporto. Enquanto a maioria dos passageiros conseguiu escapar, vários passageiros morreram dentro da fuselagem em chamas.
O capitão Komar afirmou inicialmente que houve um movimento vertical do ar repentino imediatamente antes de pousar e que os flaps da aeronave podiam não estar funcionando corretamente.

## Consequências

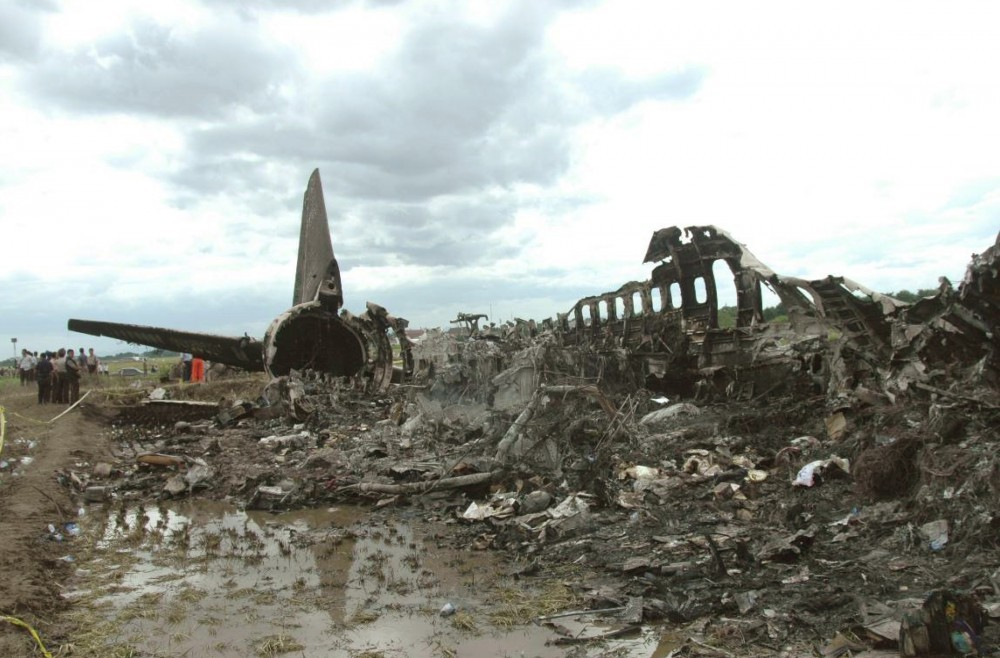
O Voo 200 saiu da pista e atingiu um dique antes de finalmente parar no meio de um campo de arroz. Um grande incêndio maciço pós-acidente destruiu a aeronave.

Em um milagroso golpe de sorte, um dos sobreviventes era um cinegrafista, Wayan Sukardo, do Canal Sete da Austrália. Ele caiu da cabine com segurança em um arrozal, com sua câmera e, apesar de ter uma suspeita de perna quebrada e outros ferimentos, começou a filmar a aeronave pegando fogo, junto com a evacuação de passageiros em choque, bem como passageiros feridos no terminal do aeroporto, em um ponto também capturando um tanque de combustível explodindo acompanhado por gritos e sacudidas violentas. Ele fez uma ligação para a sede de Sydney alguns minutos depois, e a história foi transmitida na mesma noite.

### Investigação
O acidente foi investigado pelo Comitê Nacional de Segurança dos Transportes (NTSC). Especialistas em identificação de vítimas de desastre da Polícia Federal Australiana foram deslocados ao local do acidente para ajudar na identificação dos corpos. A Agência Australiana de Segurança dos Transportes (ATSB) ajudou no local inspecionando os destroços. O Conselho Nacional de Segurança nos Transportes (NTSB) dos Estados Unidos enviou uma equipe para ajudar na investigação, incluindo representantes da Boeing e da Administração Federal de Aviação (FAA). Os gravadores de voo (gravador de dados de voo e gravador de voz de cabine) foram removidos dos destroços e levados para a sede da ATSB para análise posterior usando equipamento ainda não disponível na Indonésia. A equipe na Austrália não conseguiu extrair dados do gravador de voz da cabine, que foi então enviado para a Boeing Renton Factory em Renton, Washington, Estados Unidos para serem analisados.

### Relatório da NTSC

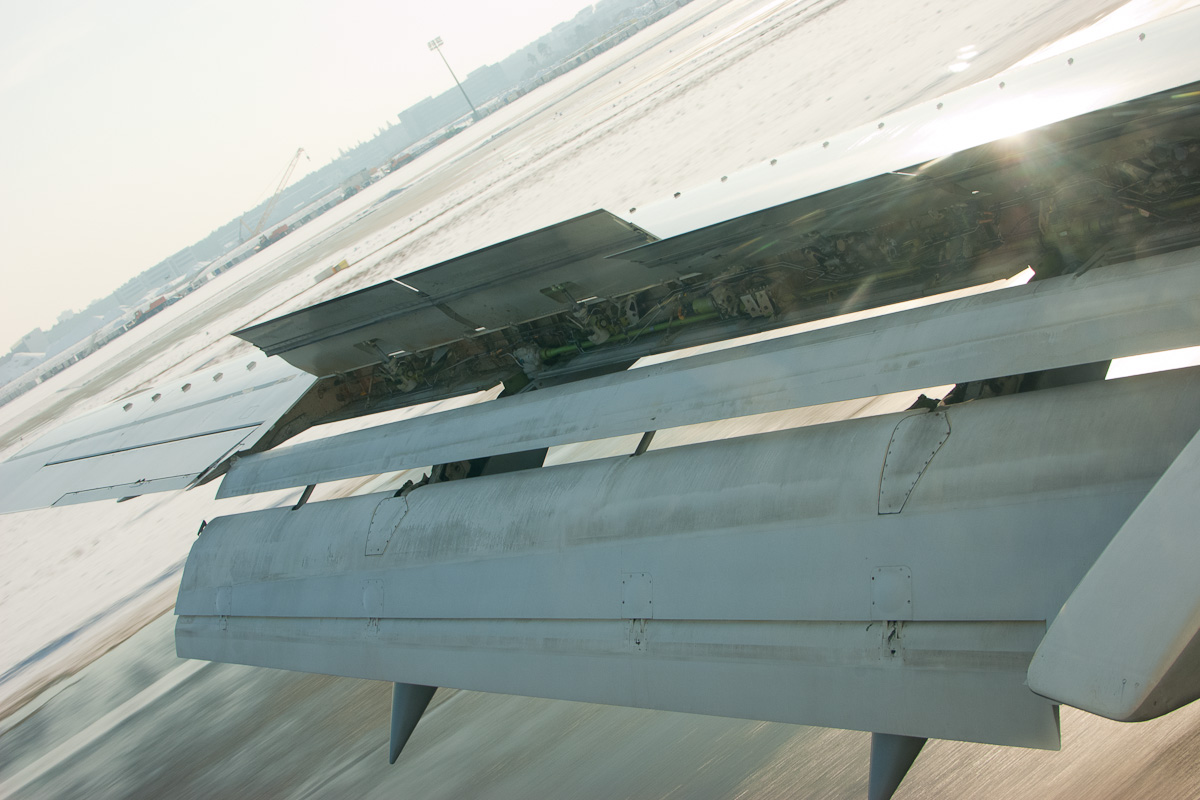
Flaps estendidos e spoilers de um Boeing 737 pousando

Depois que os membros da tripulação foram entrevistados, os destroços foram examinados, os dados de voo e as gravações de voz da cabine foram analisados e uma revisão de segurança do aeroporto foi conduzida. O Comitê Nacional de Segurança de Transporte da Indonésia divulgou seu relatório final em 22 de outubro de 2007. Nenhuma evidência foi encontrada de qualquer defeito ou mau funcionamento da aeronave ou de seus sistemas que possam ter contribuído para o acidente. Os registros mostraram que apenas o reversor direito foi usado para os 27 setores anteriores, mas uma condição de falha para o reversor esquerdo foi reiniciada pelos engenheiros antes da partida para este voo, e ambos foram acionados durante a corrida de pouso. O tempo estava calmo. Notou-se que o Aeroporto de Joguejacarta não atendia aos padrões internacionais de segurança, possuindo uma prorrogação de pista de 60 metros, em comparação com o comprimento recomendado de 90 metros.
A principal descoberta do NTSC é que a aeronave foi pilotada pelo capitão em uma descida excessivamente íngreme e muito rápida (446 km/h) em vez dos 261 km/h durante a aproximação e pouso, resultando em um voo instável. A atenção do piloto em comando fixou-se em tentar fazer a primeira aproximação funcionar, e ele não conseguiu ouvir os avisos do copiloto e suas recomendações para interromper a aterrissagem e arremeter, com os avisos repetidos dos sistemas de voo da aeronave, que eram audíveis nos dados do gravador de voz, por exemplo, "Sink rate" e "Whoop whoop, pull up". O copiloto não conseguiu assumir o controle da aeronave nessas circunstâncias extraordinárias, conforme exigido pela companhia aérea política, aparentemente devido ao treinamento inadequado. Os flaps das asas não foram totalmente estendidos até o máximo de 40°, nem mesmo aos 15° repetidamente solicitados pelo capitão, mas apenas a 5° porque o primeiro oficial sabia que este era o máximo recomendado para aquela velocidade elevada, mas não avisou o capitão.
A aterrissagem, seguido por dois pulos, começou 240 metros além da zona de toque nominal. O trem de pouso do nariz foi seriamente danificado e quebrou durante a corrida de pouso seguinte. Os reversores de empuxo do motor principal foram acionados 4 segundos após o toque, continuaram por 7 segundos, mas foram retidos 7 segundos antes da aeronave sair do final da pista pavimentada e atravessar a cerca do perímetro do aeroporto. Cerca de 160 metros além do final da pista, a aeronave cruzou uma pequena vala e uma estrada adjacente que está 1-2 metros abaixo do nível da pista e do arrozal do outro lado . O nariz da aeronave atingiu o aterro à beira da estrada e os motores impactaram o meio-fio de concreto pouco antes desse aterro. A aeronave pousou no arrozal, a 252 metros da pista. Foi severamente danificado pelas forças do impacto, levando a um fogo intenso alimentado por combustível. Os veículos de controle de incêndio do aeroporto não conseguiram chegar ao local do acidente através da cerca rompida devido à inclinação e ao fosso entre esse local e a estrada. Os bombeiros não conseguiram fornecer espuma de supressão de incêndio suficiente na aeronave em chamas porque a mangueira que arrastaram pela estrada foi perfurada por veículos de resgate e veículos de curiosos passando por cima e por objetos pontiagudos, como a cerca danificada. Cerca de 45 minutos após o acidente, dois veículos de combate a incêndios da cidade chegaram e foram ordenados por uma pessoa não qualificada para começar a limpar o fogo com água. O fogo foi extinto cerca de 2 horas e 10 minutos após o acidente. A coordenação e os procedimentos durante o resgate não estavam de acordo com o manual do Plano de Emergência do Aeroporto (AEP) e faltou coerência.
Em resumo, o relatório do NTSC atribuiu o acidente a um erro do piloto.
Em 1º de março de 2007, a Garuda Indonesia implementou um novo incentivo à eficiência de combustível, que concedia um bônus salarial se o consumo de combustível para um voo fosse inferior ao nominal. Durante sua entrevista com o NTSC, o capitão negou que isso tenha influenciado sua decisão de não abortar o pouso.

### Acusação do capitão
Em 4 de fevereiro de 2008, o capitão Komar foi preso e acusado de seis acusações de homicídio culposo. A acusação acarretava pena de prisão perpétua se o tribunal considerasse que o acidente foi deliberado. Sem essa conclusão, a menor acusação de voo negligente causando a morte acarreta uma sentença máxima de sete anos. O primeiro oficial testemunhou que disse ao capitão para arremeter por causa da velocidade excessiva, e que ele desmaiou devido às fortes batidas. Em 6 de abril de 2009, o capitão foi considerado culpado de negligência e condenado a dois anos de prisão. Os advogados do capitão declararam sua intenção de apelar com base no fato de que a Convenção sobre Aviação Civil Internacional, da qual a Indonésia é parte, estipula que os relatórios de investigação de acidentes de aviação não podem ser usados para atribuir culpa, mas apenas para determinar a causa. A Associação de Pilotos Garuda e a Federação de Pilotos da Indonésia ameaçaram fazer greve em protesto contra a condenação. Em 29 de setembro de 2009, o Tribunal Superior da Indonésia anulou a condenação, concluindo que os promotores não conseguiram provar que o piloto era "oficial e convincentemente culpado de um crime". Este caso foi posteriormente citado em um relatório publicado pela American Bar Association, em defesa do princípio de que a segurança das companhias aéreas é prejudicada por tais processos porque a ameaça de sua ocorrência impediria os processos de investigação.

### Banimento da União Europeia e reforma da Garuda Indonesia
Após o acidente do Voo 200, a União Europeia proibiu todas as companhias aéreas indonésias de voar para a UE. A proibição foi um divisor de águas para Garuda, levando a reformas generalizadas dentro da companhia aérea para melhorar seus padrões de segurança e serviço. Isso levou à implementação do programa de melhoria Quantum Leap de 5 anos. A frota de Garuda quase dobrou com a introdução de novas aeronaves, como o Boeing 737-800 e o Airbus A330-300. A Garuda também adicionou mais destinos ao iniciar ou retomar o serviço para destinos como Amsterdã e Londres. A proibição europeia da Garuda foi anulada em junho de 2009, dois anos após o acidente, e a companhia aérea retomou os serviços para a Europa logo em seguida, com a inauguração do serviço de balcão único de Jacarta para Amsterdã via Dubai.

## Dramatização
O acidente é apresentado no episódio 4 da 15ª temporada de Mayday Desastres Aéreos de 2017. O episódio é intitulado "Fatal Focus" e no Brasil, "Foco Fatal".